# 華麗にAh!so
華麗にAh!so（かれいに あー そう）は、テレビ朝日系（関西地区はKBS京都やサンテレビなどで放送）で1988年4月1日から1995年9月29日まで放送されていた金曜日夜11時台の音楽バラエティー番組。本稿では後番組についても記す。

## 概要
1988年（昭和63年）4月、金曜日の『ニュースステーション』の放送開始時刻が23時から22時になったことで、23時台後半に新たな枠が生じた。ここで始まったのが当番組である。番組タイトルロゴは、「華麗にAh!sō」でoに長音記号が付く。正確には▼がoの上に付いていた。番組の頭では番組ロゴが登場する。
司会は研ナオコ。ホテルを舞台とした設定で、前半はロビーでのトークと客室でのコント（ダブルベッド）、後半は音楽番組という構成だった。
1991年の吉沢秋絵降板後は、アシスタントが月単位のマンスリー制となる。同時に大幅なリニューアルを行う。 1990年以降のオープニングはZOOのPVが毎回流され、ZOOがゲスト出演することも多かった。
エンディングは研ナオコのPVが主に流れていたが、ジョン・ロビンソンの「TOKYO GO」が流れていた時期もあった（1994年頃）。
当初複数社提供（30秒企業6～7社）で放送されていたが、『とれんでぃ9』の番組終了に伴い麒麟麦酒（キリンビール）が移動してきたため1989年1月6日（テレビ朝日放送分）以降はキリンビールのメイン提供で放送されてきた（キリンは1992年度をもって降板、それ以降は複数社提供となった）。

## 放送時間
- 金曜日23:25 - 23:55。
  - 『ニュースステーション』の放送時間拡大（年末最後の放送）や『大相撲ダイジェスト』、『速報!甲子園への道』、『熱闘甲子園』による放送時間変更も度々あった。
  - 年末年始の放送は時間枠が拡大されていた（通常は30分の所が1時間になって放送されていた。23:25 - 0:25か23:55 - 0:55）。

## ネット局
本枠はローカルセールス枠に近い扱いであったため、例えば関西地区では朝日放送が深夜に時差ネットしていたが、のちに独立放送局のKBS京都とサンテレビに移行していた。また東海3県では名古屋テレビが当初「ドラゴンズ倶楽部」開始に伴い同時ネットできず（時差ネット）、「花のヨシモト金シャチTV」の放送開始に伴い打ち切られた。それ以外のテレビ朝日系列局は途中開局のネット局を除き番組開始から放送していた。
長野朝日放送では、1991年4月開局時から放送されている。
放送当時にテレビ朝日系列局がなかった地域では、系列外の秋田放送やテレビ山梨・北日本放送・日本海テレビ、山陰中央テレビでも時差ネットされていた時期がある。また、北陸朝日放送が開局するまでは、石川テレビでも時差ネットされていた。

## 出演者

### レギュラー
- 研ナオコ（司会）
- 吉沢秋絵（アシスタント）（1988年4月 - 1991年3月） - 研とは同じ事務所（田辺エージェンシー）だった。

尚、メイン司会の研は1989年4月 - 9月まで出産準備のため番組を一時降板。その間は由紀さおり・中原理恵（両名とも田辺エージェンシー所属）、また片岡鶴太郎らが代理司会を務めていた。

### 主なゲスト・マンスリーなど（順不同）
- とんねるず（1988年にゲストで出演。当時はあちこちのバラエティにゲスト出演していた。）
- 柳沢慎吾
- 松本伊代（研は彼女をこいつと客に紹介していた）
- 美川憲一（若い人や一目ぼれについて真剣に話をしていた事がある）
- 谷村新司（研に曲を提供している。番組ではさそり座の女を歌う）
- 田原俊彦
- 志村けん
- コロッケ
- 清水アキラ
- グッチ裕三（当時は冬樹と一緒に出ていた）
- モト冬樹（当時は裕三と一緒に出ていた）
- チェッカーズ（1988年（「素直にI'm Sorry」を歌う）、1990年にそれぞれ1回出演後、1992年の解散直前にも出演し、Blue Moon Stoneを歌う）
- 少年隊
- 中尾ミエ
- 狩人（「消えた芸能人」・「懐かし芸能人」での出演依頼を断っていたことを番組で述べる）
- 間寛平
- 峰竜太
- ピーター（テレビ朝日の旧社名が日本教育テレビだと語る）
- ZOO（田辺エージェンシー所属。音楽グループの出演としては最多）
- SMAP（1991年に出演し、歌唱力にピーターが大笑いした）
- 片岡鶴太郎
- デーモン小暮閣下
- BaBe（パジャマ姿のBaBeを所ジョージがインタビュー。歌はFull Moon Night）
- 諸星和己
- 光GENJI（1993年にゲスト出演したが、内海光司が京都へ桜見物を兼ねた温泉旅行へ行き、京都のホテルへ一泊二日せざるを得ない状況になったため欠席、内海を除く6人での出演となった。）
- 中森明菜（初回ゲスト）

## スタッフ
- 構成：SOLD OUT（遠藤察男、井辺清）、谷口秀一
- 音楽：小野寺忠和、福島新一
- 演奏：パセリクラブ
- 技術：池田屋
- TD：江原淳一（テレビ朝日）、池田治道、志村泰史
- VE：樋口勝也（テレビ朝日）、船山道夫、軒名秀明、杉本善忠
- カメラ：松野功夫（テレビ朝日）、別府忠久、栗生隆次
- 照明：市川一弘（共立）、窪田秀樹（サンライズアート）、田中晴夫、阿部健彦
- 音声：宮沢庸介（テレビ朝日）、藤田洋幸（ブル）、長谷川泰裕
- 編集：正木俊行（IMAGICA）
- 音響効果：古屋暢・西野有彦（以上4-Legs）
- MA：円城寺暁（IMAGICA）
- TK：柳瀬美枝
- 美術：佐藤由基男（テレビ朝日）
- 美術制作：安川毅（ジーケン・アート）
- 美術デザイン：西條実（アックス）
- スタイリスト：小川カズ
- ディレクター：保母浩章（D3 Company）
- 演出：多田羅敬二（D3 Company）
- プロデューサー：新井義春（D3 Company）、三倉文宏（テレビ朝日）
- 企画制作：田辺昭知（田辺エージェンシー）、皇達也（テレビ朝日）
- 演出協力：D3 Company
- 制作協力：田辺エージェンシー
- 制作著作：テレビ朝日